# Суп, Михал
Михал Суп (чеш. Michal Sup; 24 сентября 1973, Прага, Чехословакия) — чешский хоккеист, нападающий. Чемпион Чехии по хоккею 2003 и 2008 годов. Завершил карьеру после окончания сезона 2009/10.

## Биография
Михал Суп начал свою карьеру в 1990 году, в клубе чехословацкой лиги «Спарта Прага». В 1993 году он стал чемпионом Чехословакии. Это был последний чемпионат Чехословакии. В 1995 году Суп перешёл в другой пражский клуб «Славия», за который играл на протяжении 13 сезонов. За это время он дважды выиграл титул чемпиона чешской Экстралиги и также дважды брал серебряные медали чешского чемпионата. Суп стал автором золотого гола в 7-й игре финальной серии Экстралиги 2003 года против «Пардубице». Закончил карьеру в 2010 году, свой последний сезон провёл в клубе «Млада Болеслав». В составе сборной Чехии Суп участвовал на чемпионатах мира в 2003 и 2004 годах (13 матчей, 1 шайба).

## Достижения

### Командные
- Чемпион Чехословакии 1993
- Чемпион Чехии 2003 и 2008
- Серебряный призёр чемпионата Чехии 2004 и 2006

### Личные
- Лучший снайпер плей-офф чешской Экстралиги 2003 (8 шайб)
- Автор золотого гола в финальной серии Экстралиги 2003

## Статистика
- Чемпионат Чехии (Чехословакии) — 958 игр, 472 очка (240+232)
- Немецкая лига — 52 игры, 21 очко (12+9)
- Сборная Чехии — 32 игры, 6 очков (6+0)
- Западная хоккейная лига — 14 игр, 4 очка (0+4)
- Всего за карьеру — 1056 игр, 503 очка (258 шайб + 245 передач)